# Vila de Rei
Vila de Rei là một huyện thuộc tỉnh Castelo Branco, Bồ Đào Nha. Huyện này có diện tích 191 km², dân số thời điểm năm 2001 là 3354 người.